# Umaga (wrestler)
Edward Smith "Eddie" Fatu, Jr. (n. 28 martie 1973 - d. 4 decembrie 2009) a fost un luptător  profesionist de wrestling din Samoa Americană. Numele său de scenă era Umaga.

## Viața personală
Edward Smith Fatu s-a născut pe 28 martie 1973, în familia lui Vera și Solofa Fatu, Sr. Edward a fost membru al renumitei familii Anoa'i. Mama sa, Vera, a fost sora lui Afa și Sika de la Wild Samoans. Frații săi mai mari, Sam și Solofa, de asemenea sunt wrestleri profesioniști. Pe 27 aprilie 2008, mama lui Fatu a murit după o luptă cu cancerul timp de șapte ani.

## Decesul
Pe 4 decembrie 2009, a fost găsit fără respirație, din nas curgându-i sânge și a fost transportat de urgență la spital. El suferise un atac de cord și a fost declarat mort în jurul orei 5:00 PM (Central Time) după ce a mai suferit încă un atac de cord. Cauza oficială a decesului său a fost intoxicație acută din cauza combinării efectelor de hidrocodon, carisoprodol și diazepam.

## Cariera

### 2006

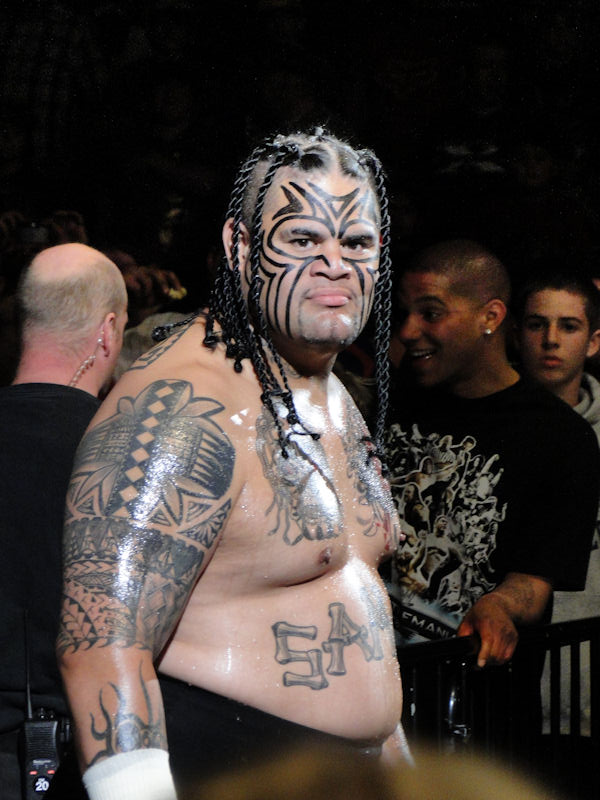
Umaga

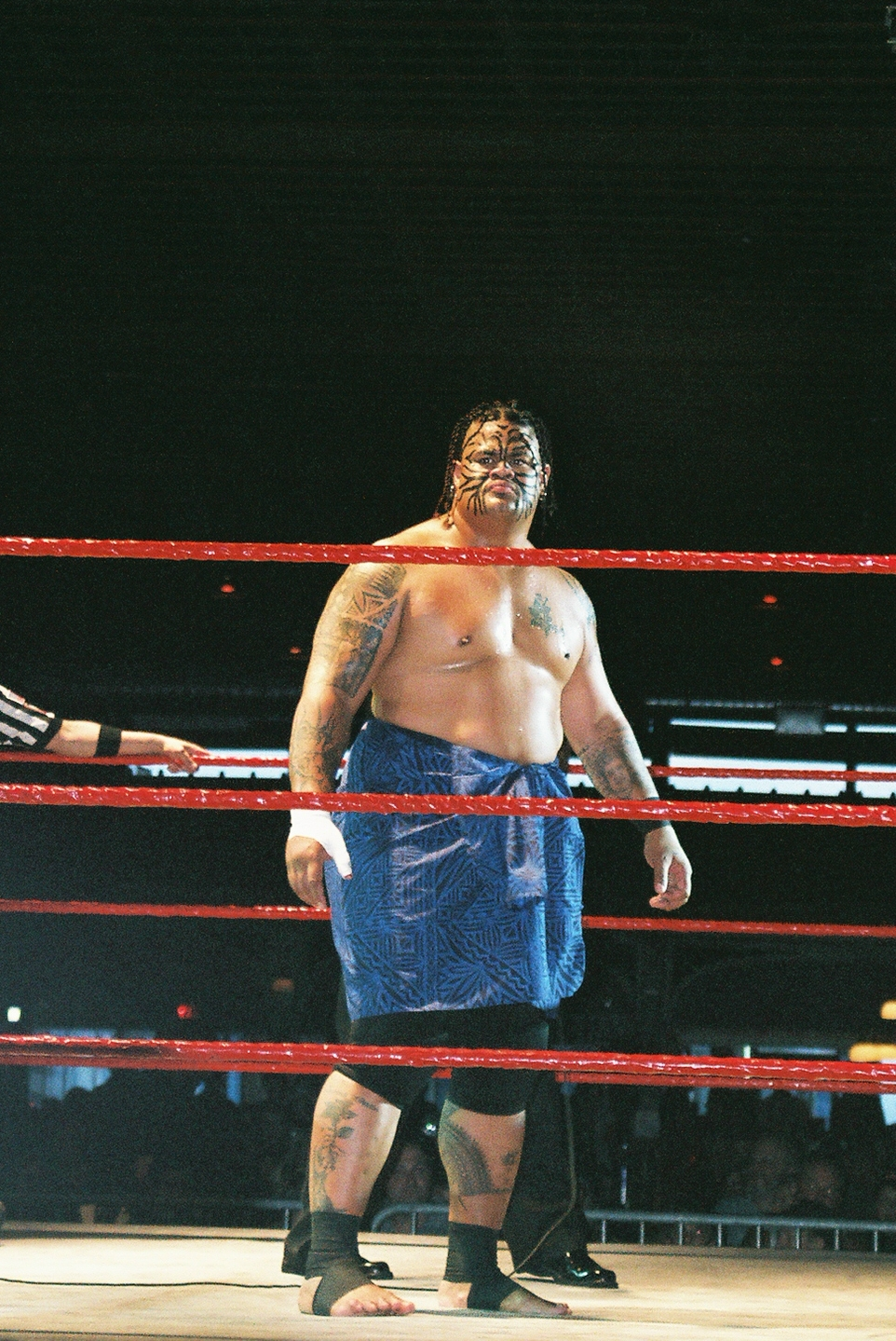
Eddie Fatu

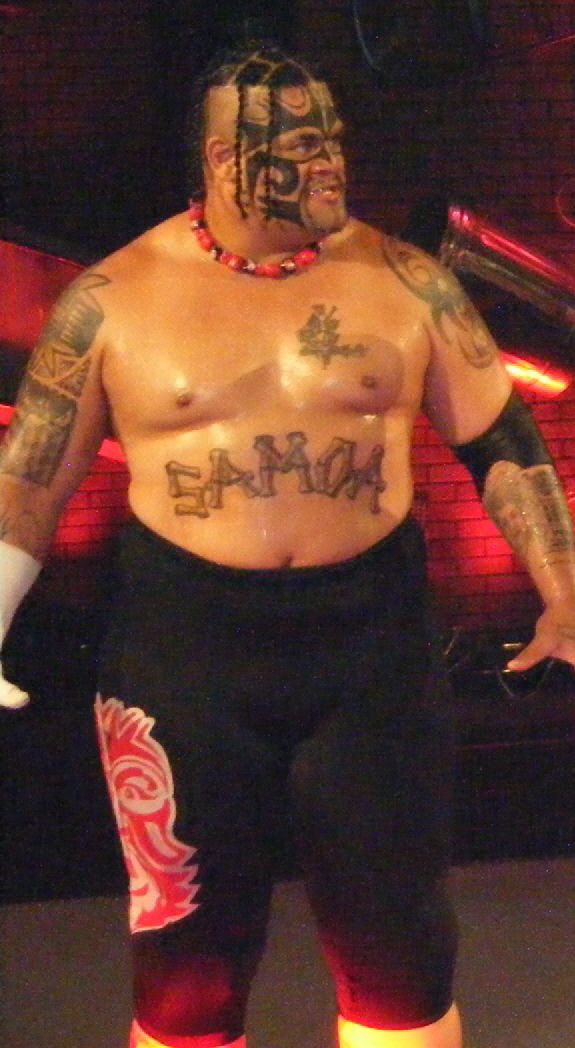
Umaga Samoa

Umaga debutează la Backlash 2006 unde se înfruntă cu legendarul,,Ric Flair unde Umaga câștigă acest meci unde îi aplică un ,,samoan spike,, manevra sa de final.
La Vengeance 2006 Umaga se înfruntă cu Eugene unde ,,Sălbaticul,,Umaga reușește să câștige acest meci.
La Unforgiven 2006 Umaga se înfruntă cu ,,marele monstru roșu,, Kane unde Umaga câștigă acest meci, după un meci foarte intens.
La No Mercy 2006 Umaga se înfruntă cu Kane unde Umaga reușește din nou să câștige împotriva lui Kane aplicându-i un Samoan Spike.
La Survivor Series 2006 Umaga face parte din echipa lui The Big Show unde mai fac parte Test,MVP și Finlay și se înfruntă cu echipa lui John Cena din care mai fac parte Kane,Booby Lashley,Sabu și Rob Van Dam unde echipa lui Big Show pierde acest meci.

### 2007
Se pare că anul 2007 pentru Umaga este un an foarte bun unde se înfruntă cu John Cena la Royal Rumble 2007 pentru titlul WWE unde Umaga pierde acest meci foarte nebun unde se umplu amândoi de sânge.

La Raw Umaga se înfruntă cu Bobby Lashley pentru titlul intercontinental unde Umaga câștigă prima sa centură din carieră.
Aceștia încep un nou conflict și Umaga se aliază cu Vince McMahon și Shane și îl măcelăresc pe Bobby Lashley.
La Survivor Series 2007 Team Umaga-Umaga,Big DAddy V,Finlay,MVP,Mr Kennedy vs Team Triple H-Triple H,Kane,Jeff Hardy,Matt Hardy,Rey Mysterio.În ring mai rămân Umaga vs Triple H vs Jeff Hardy unde Jeff îi face un twiste of fate și Umaga este numărat până la 3.

La raw tot în 2007 Umaga începe un nou feud cu Bobby Lashley unde Umaga câștigă pentru prima dată în cariera lui centura intercontinentală.

La Wrestlemania 23 în 2007 Team McMahon face o echipă(Vince McMahon fiul său Shane și prietenul său Umaga unde se înfruntă cu Booby Lashley și Donald Trump unde echipa lui Vince McMahon pierde acest meci unde Lashley și Trump sunt ajutați de Stone Cold Steve Austin iar Vince este ras în cap de Donald Trump.
La Backlash 2007 Team McMahon(Vince,Shane și Umaga)îl distrug pe Booby Lashley unde acest meci este de tip 3 vs 1 handicap meci iar echipa lui McMahon câștigă acest meci.
La Judgment Day din nou Team McMahon se înfruntă cu Bobby Lashley dar Lashley reușește să se răzbune pe toți 3.
La One Night Stand Lashley câștigă din nou în fața celor trei. 

La Survivor Series 2007 Team Umaga-Umaga,Big DAddy V,Finlay,MVP,Mr Kennedy vs Team Triple H-Triple H,Kane,Jeff Hardy,Matt Hardy,Rey Mysterio.În ring mai rămân Umaga vs Triple H și Jeff Hardy unde Jeff îi face un twisted of fate unde Umaga este numărat până la 3.

### 2008
În 2008 Umaga participă în cei 30 de oameni unde Umaga rămâne în ultimii 6 oameni dar este scos de John Cena care devine campion, La No Way Out 2008 Umaga participă într-un Elimination Chamber în care mai sunt implicați Triple H,Chris Jericho,JBL,Shawn Michaels și Jeff Hardy dar Umaga este scos de HHH unde îi face un pedigre,iar HHH mai rămâne cu Jeff unde regele regilor Triple H îi face un pedigree lui Jeff și merge în Main Eventul de la Wrestlemania 24.
La Wrestlemania 24 Umaga are un meci împotriva lui Batista,acest meci este Raw vs SmackDown și se pare că Batista câștigă acest meci unde SmackDown este superior Raw-ului.
La One Night Stand 2008 Umaga are un meci de tip No Holds Barred unde se înfruntă cu Jeff Hardy iar aceștia ajung să se bată în magazin și pe urmă pe acoperișul arenei dar Umaga este aruncat de la 3 metri pe asfalt unde Umaga este numărat până la 3.
În iunie 2008 Umaga este draftat în SmackDown.
Umaga pierde meciul la SmackDown unde Cm Punk îl distruge pe Umaga.

### 2009
La Judgment Day 2009 Umaga se înfruntă împotriva lui Cm Punk și Umaga reușește să îl învingă.
La Extreme Rules 2009 Umaga se înfruntă în samoa strap match dar Cm Punk îl învinge. 
Umaga ar vrea să renunțe la WWE și vrea să semneze un contract cu Total Non-Stop Action sau TNA compania rivală a WWE.
Pe 4 decembrie 2009 soția lui îl găsește acasă plin de sânge suferind un atac de cord(în ultimul timp îi curgea foarte des sânge din nas)și îl duce la spital,unde suferă al doilea atac de cord,organismul lui nereușind să mai reziste.